# マントラ・レコーディングス
マントラ・レコーディングス（Mantra Recordings）は、イギリスのインディーズ・レコード・レーベル。ベガーズ・バンケット・レコードの傘下の子会社だった。
1995年、ジョン・エンプソンとマーティン・ミルズ（ベガーズ・バンケット・レコードのオーナー）によって設立。ベガーズ傘下の他のレーベルと並ぶ形で存在し、当初はベガーズ・バンケットのギター・ロックと、XLレコーディングスのダンス・ミュージックとの間の音楽的ギャップを埋める音楽の発信に取り組んでいた。2003年初頭に営業を停止。

## アーティスト
- チャイナ・ドラム (China Drum)
- ザ・デルガドス (The Delgados)
- ドット・アリソン (Dot Allison)
- ゴーキーズ・ザイゴティック・マンキ (Gorky's Zygotic Mynci)
- ナターシャ・アトラス (Natacha Atlas)
- パーヴァ (Parva)
- セイント・エティエンヌ (Saint Etienne)
- シックス・バイ・セヴン (Six by Seven)
- ピュア・エッセンス (Pure Essence)